# Leirvíks kommun
Leirvíkar kommuna är en tidigare kommun på Färöarna. Den ingår sedan kommunreformen 2009 i den nybildade Eysturkommuna.
Leirvík var det enda samhället i kommunen.